# Marc-Vivien Foé
Pour les articles homonymes, voir Foé.
Marc-Vivien Foé, né dans le quartier Nkolo ll de Yaoundé (Cameroun) le 1er mai 1975 et mort à Lyon (France) le 26 juin 2003 à l'âge de 28 ans, est un footballeur international camerounais. Il obtient la naturalisation française en décembre 1998.
Ce milieu de terrain défensif, sélectionné à 64 reprises en équipe du Cameroun, est mort des suites d'un malaise cardiaque survenu au cours d'un match de son équipe nationale face à la Colombie lors de la Coupe des confédérations 2003.

## Biographie

### Enfance et formation au Cameroun
Fils de Martin Foe et de Micheline Engene, Marc-Vivien Foé fait ses études primaires et secondaires à Yaoundé et Garoua et y commence sa carrière de footballeur  sous les couleurs de l'Union Garoua, avant d'être remarqué grâce au Canon Yaoundé.

### Lens (1994-1999)
Après la Coupe du monde 1994, Foé s'envole pour l'Europe. On l'attend à Auxerre, mais c'est le RC Lens qui lui fait signer son premier contrat professionnel. Il débute le 13 août 1994 en première division française par une victoire 2-1 à Montpellier et fait rapidement l'unanimité du côté du stade Bollaert.
Lors de la saison 1997-1998, Foé joue son premier match à l'occasion de la douzième journée et la réception de l'AS Monaco qui se solde par une victoire lensoise un but à zéro. Avec un nouvel entraîneur, Daniel Leclercq, qui succède à Roger Lemerre à l'intersaison, le RC Lens est cinquième du classement au moment de la trêve hivernale, à cinq points du premier, le FC Metz. La deuxième partie de saison voit Lens continuer son ascension et prendre la tête du championnat à l'issue de la trentième journée et une victoire à Metz, leader avant la rencontre. Après trois victoires consécutives, le RC Lens obtient un match nul lors de la dernière journée à Auxerre et devient champion de France au bénéfice d'une meilleure différence de buts comparativement au FC Metz. Foé joue dix-huit rencontres de championnat dont le dernier match à Auxerre. En parallèle du championnat, Foé et le RC Lens sont dominés par le Paris Saint-Germain en demi-finale de la Coupe de la Ligue puis en finale de la Coupe de France, ce dernier match se disputant une semaine avant le dernier match du championnat.
Après cette saison 1997-1998, Foé qui est devenu la star des Lions indomptables du Cameroun, est notamment pisté par Manchester United, prêt à offrir 3 ou 5 millions de livres, et est très attendu pour la Coupe du monde 1998 en France. Cependant, pendant un stage de préparation avec sa sélection, il se fracture le péroné gauche durant un entraînement, ce qui l'empêche de participer à cette Coupe du monde et lui fait perdre le contact avec Manchester United,.

### West Ham, Lyon et prêt à Manchester City (1999-2003)
Foé rejoint West Ham en cours de saison 1998-1999, le transfert s'élevant à 4,2 millions de livres. Il quitte donc la France pour jouer en Angleterre, un rêve pour lui selon la BBC. Avec le club londonien, Foé retrouve son meilleur niveau. Il gagne notamment la Coupe intertoto en 1999.
Foé revient en France sous les couleurs de l'Olympique lyonnais, avec lequel il remporte la Coupe de la Ligue en 2001 puis le Championnat de France en 2002. Le transfert vers le club rhodanien, de 6 millions de livres, s'effectue après l'échec d'un transfert à Liverpool.
Après ce deuxième titre de champion de France, Foé retourne en Angleterre par le biais d'un prêt d'un an à Manchester City, pour 550 000 livres, avec une option d'achat de 10,6 millions d'euros. À Manchester, il est régulièrement présent dans le onze de départ de Kevin Keegan et marque neuf buts en trente-huit matchs sur les 41 joués par le club anglais. Son deuxième but lors d'une victoire 3-0 face à Sunderland le 21 avril 2003 correspond au dernier but du club dans le stade de Maine Road,.
En 2022, le magazine So Foot le classe dans le top 1000 des meilleurs joueurs du championnat de France, à la 885e place.

### En équipe nationale (1994-2003)
International cadets et juniors, Foé dispute la Coupe du monde 1994.
Très attendu pour la Coupe du monde 1998 en France, Foé se fracture le péroné gauche durant un entraînement pendant un stage de préparation avec sa sélection, ce qui l'empêche de participer à la compétition,.
En 2002, il est sélectionné pour jouer la Coupe du monde avec le Cameroun. Comme en 1994, il participe à tous les matchs de son équipe nationale. Malgré de bonnes performances, les "Lions Indomptables" sont à nouveau éliminés. Durant la phase de groupe, ils battent l'Arabie saoudite, font match nul contre l'Irlande et perdent face à l'Allemagne.
Double vainqueur de la CAN (2000 et 2002), Foé forme avec son ami Rigobert Song le renouveau camerounais. Après l'échec à la Coupe du monde 2002, il veut rapporter la Coupe des confédérations 2003 sur son continent.

### Mort subite - Crise Cardiaque
Le 26 juin 2003 à 19 h 36, Marc-Vivien Foé s'écroule à la 72e minute de la demi-finale Cameroun-Colombie de la Coupe des confédérations 2003 sur le terrain du stade de Gerland de Lyon. Il est alors loin de l'action, dans le rond central alors qu'il se replaçait, après une longue chevauchée côté gauche. Victime d'un malaise, inanimé, les yeux révulsés, les premiers à son chevet sont les Colombiens Yepes et Patiño après de longues secondes. Foé est ensuite évacué maladroitement vers l'antenne médicale du stade, d'où le médecin de la FIFA annonce l’effroyable nouvelle après 45 minutes de tentatives pour le réanimer. Guy Roux, en direct, déplore que le match ne se soit pas arrêté pour qu'on puisse s'occuper du joueur dont l'état semblait être grave, ainsi que la négligence des soigneurs qui le font tomber en le transportant hors du terrain. Une autopsie détermine que la mort a pour origine une crise cardiaque consécutive à une malformation congénitale (hypertrophie cardiaque).
Foé avait annoncé à son coéquipier Éric Djemba-Djemba qu'il ne se sentait pas bien, celui-ci lui conseilla d'attendre que son gardien dégage le ballon pour demander à son entraîneur de sortir, Foé alla au duel avec Mario Yepes avant de s'écrouler lors de son replacement.
C'est Roger Milla qui apprendra la triste nouvelle aux joueurs encore sous l'émotion de leur qualification pour la finale.
Les joueurs ne voulaient pas jouer la finale mais sous l'impulsion de la femme de Marc-Vivien, ils la jouèrent pour lui, car c'est ce qu'il aurait voulu selon elle.

## Hommages

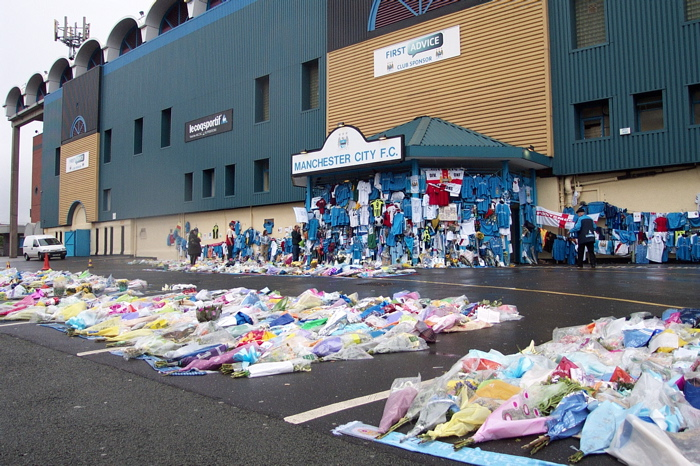
Hommage à Marc-Vivien Foé à l'entrée de la tribune gauche de Maine Road

Cette mort subite provoque beaucoup d'émotion chez les Camerounais mais également chez leurs adversaires en finale, la France, dont de nombreux joueurs connaissent et apprécient « Marco ». D'ailleurs, lors de la seconde demi-finale opposant la Turquie à la France, Grégory Coupet entrera sur le terrain en larmes, encore sous le choc de la nouvelle tout comme Thierry Henry qui lèvera son doigt au ciel après son but en mémoire du Lion mort.
Lors de la finale perdue contre la France (1-0), ses coéquipiers se sont échauffés avec le numéro 17, qui était celui du joueur, et à la fin du match, ont fait un tour d'honneur avec une photo géante de Foé. 
Le 11 novembre 2003, Basile Boli a organisé un match opposant les Lions indomptables à certains coéquipiers des anciens clubs de Marc-Vivien Foé (Lens, Manchester City et Lyon) au stade de Gerland de Lyon.

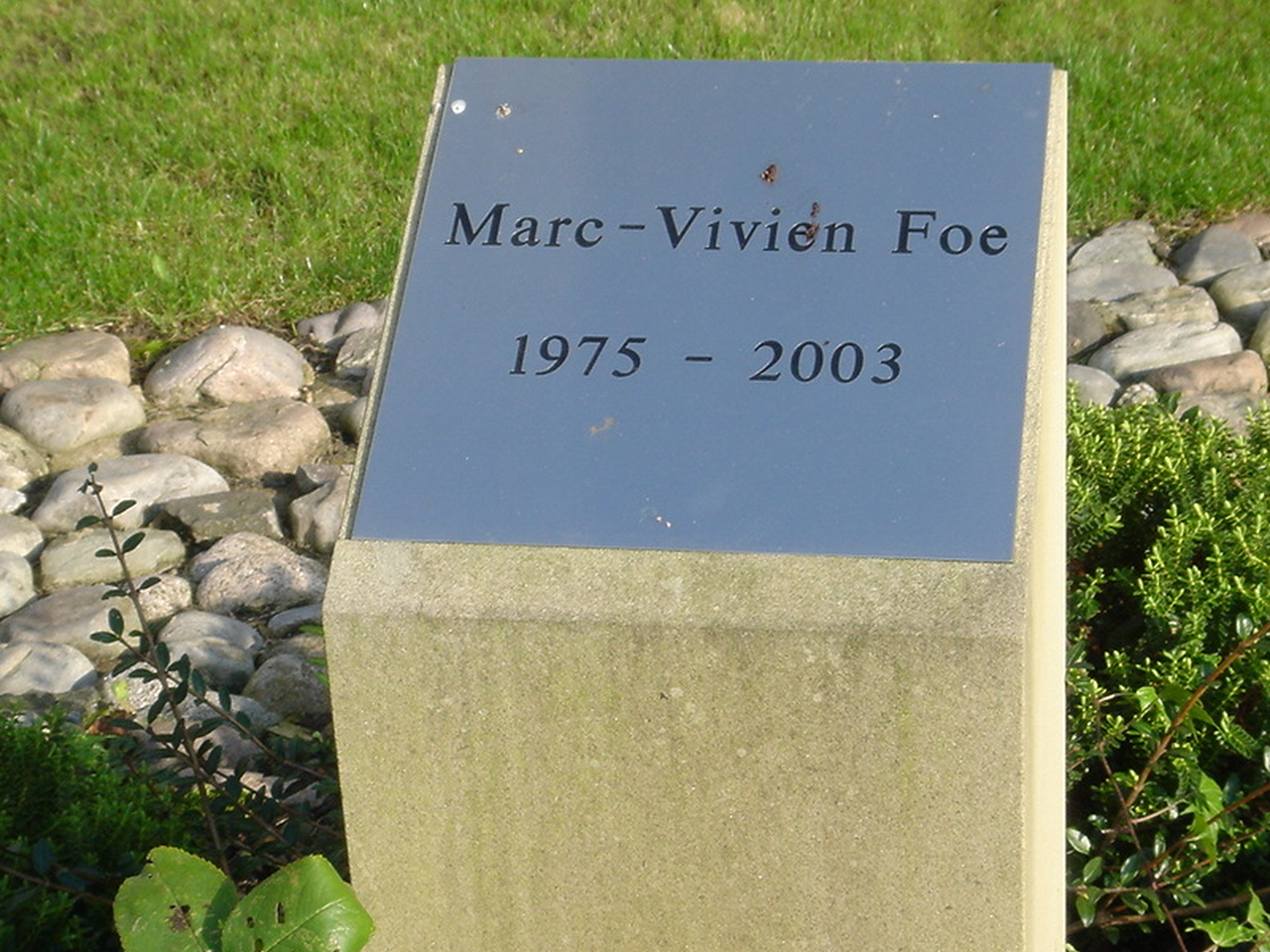
Plaque devant le City of Manchester Stadium

Plusieurs hommages ont été rendus à Foé. Le club anglais Manchester City a retiré son numéro 23, l'Olympique lyonnais ainsi que le RC Lens ont retiré quant à eux le numéro 17 de leurs effectifs respectifs (le 16 juin 2008, l'Olympique Lyonnais a remis le numéro 17 au bénéfice de Jean II Makoun, lui-même camerounais). D'autres hommages incluent le baptême d'une partie du stade City of Manchester Stadium à son nom. 

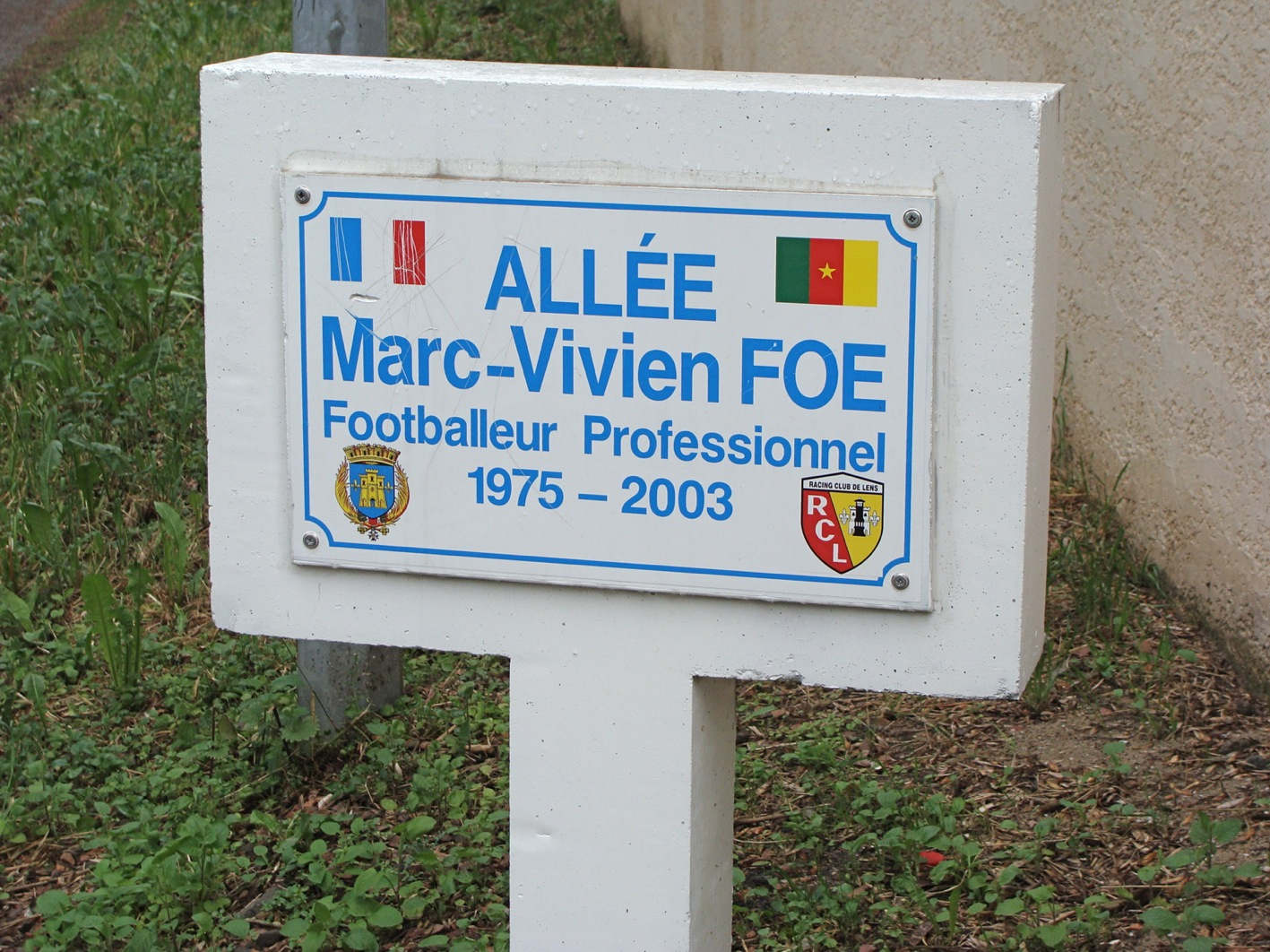
Allée Marc-Vivien Foé, entre le Louvre-Lens et le Stade Bollaert (Lens)

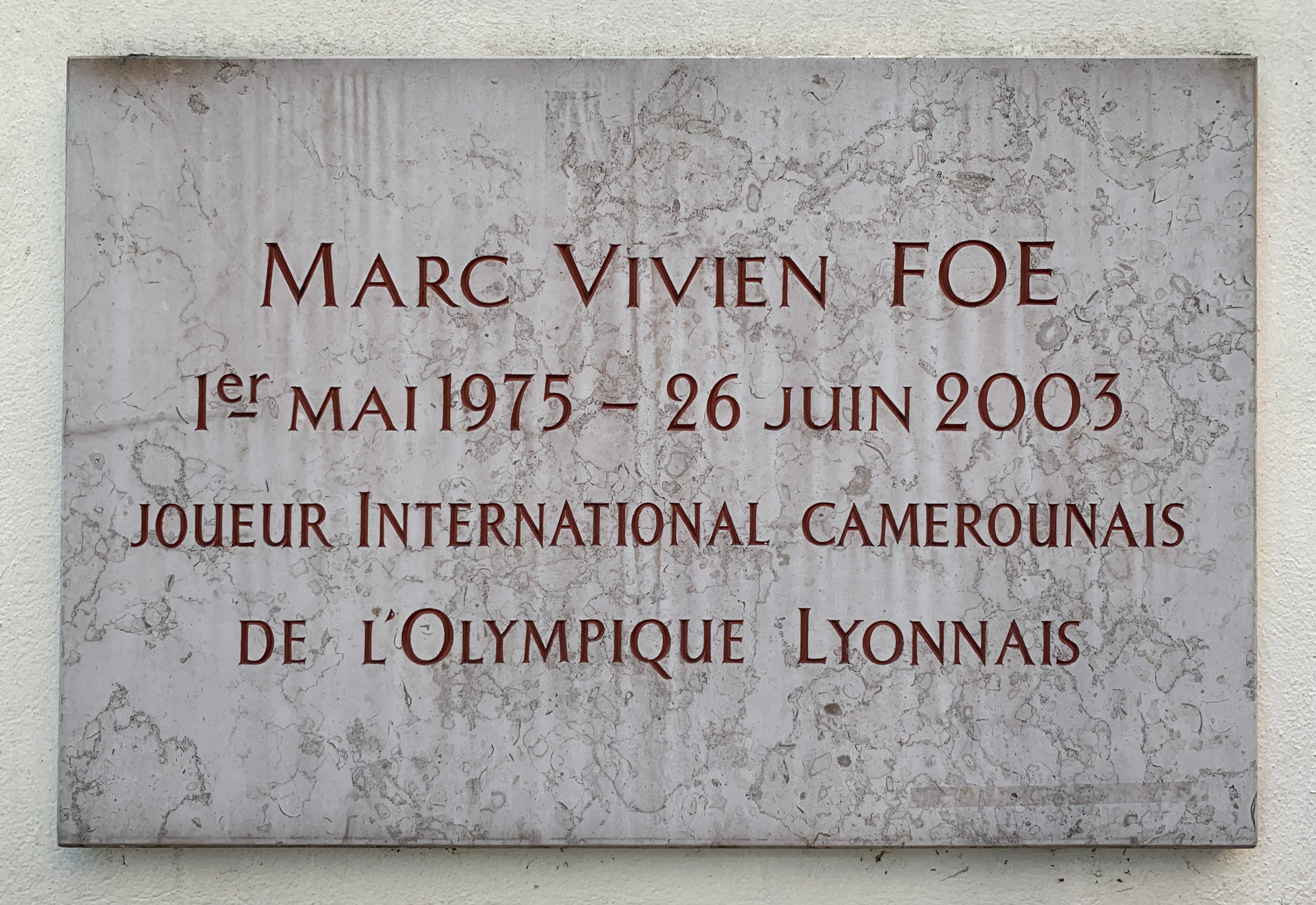
Stade Marc-Vivien-Foé à Lyon.

La ville de Lyon a inauguré un Stade Marc-Vivien Foé dans le 3e arrondissement qui est utilisé par l'AS Monchat. Au stade Félix-Bollaert, une avenue porte son nom, et un mur peint le représente lui et l'Afrique (lion, arbre...). Il y est inscrit « Un lion ne meurt jamais, il dort. ». 
Sous l'impulsion du président de l'OL Jean-Michel Aulas, une réunion des plus grandes instances du football mondial est organisée avant la fin de la Coupe des confédérations 2009 afin de renommer l'épreuve la Coupe Marc-Vivien Foé. Un hommage lui est rendu le 28 juin 2009, lors de la finale de la Coupe des confédérations opposant le Brésil aux États-Unis. À Johannesbourg, lieu de la rencontre, le fils aîné de Marc-Vivien Foé lit un texte en hommage à son père, quelques secondes avant le coup d'envoi. La même année est créée par RFI le Prix Marc-Vivien-Foé récompensant annuellement le meilleur footballeur africain évoluant dans le championnat de France.
Le 26 juin 2013, pour le 10e anniversaire de sa mort, en demi-finale de la Coupe des confédérations 2013 au stade Mineirão, à Belo Horizonte, au Brésil, un hommage a été rendu à Marc-Vivien Foé un peu avant le début du match Brésil-Uruguay. Une minute de silence lui a été accordée en son hommage.
Le 6 juin 2023, pour le match des héros au stade Félix-Bollaert de Lens, toute l’équipe des légendes du Racing Club de Lens portaient le numéro 17 pour lui rendre hommage.

## Style de joueur
Milieu athlétique, derrière le colosse se cache un homme généreux et attachant mais aussi discret et curieux de tout. Foé est reconnu pour sa gentillesse et sa simplicité. Les supporters lensois considèrent Foé comme un joueur important pendant sa période au club. Ainsi, en 2004, selon un sondage du magazine du club Sang et Or, Foé arrive en cinquième position pour la période 1980-2004 derrière Éric Sikora, Daniel Moreira, Roger Boli et Jean-Guy Wallemme.

## Statistiques

### En club
| Saison                | Club                      | Championnat           | Championnat | Championnat | Coupe(s) nationale(s) | Coupe(s) nationale(s) | Compétition(s) continentale(s) | Compétition(s) continentale(s) | Compétition(s) continentale(s) | Cameroun | Cameroun | Total | Total |
| Saison                | Club                      | Division              | M.          | B.          | M.                    | B.                    | Comp.                          | M.                             | B.                             | M.       | B.       | M.    | B.    |
| 1994                  | Canon Yaoundé             | Division 1            | -           | -           | -                     | -                     | -                              | -                              | -                              | 6        | 0        | 6     | 0     |
| Sous-total            | Sous-total                | Sous-total            | -           | -           | -                     | -                     | -                              | -                              | -                              | 6        | 0        | 6     | 0     |
| 1994-1995             | RC Lens                   | Division 1            | 15          | 3           | 1                     | 0                     | -                              | -                              | -                              | 3        | 0        | 19    | 3     |
| 1995-1996             | RC Lens                   | Division 1            | 19          | 2           | -                     | -                     | C3                             | 3                              | 1                              | 4        | 1        | 26    | 4     |
| 1996-1997             | RC Lens                   | Division 1            | 28          | 2           | 4                     | 2                     | C3                             | 2                              | 0                              | 5        | 0        | 39    | 4     |
| 1997-1998             | RC Lens                   | Division 1            | 18          | 2           | 5                     | 0                     | -                              | -                              | -                              | 7        | 0        | 30    | 2     |
| 1998-1999             | RC Lens                   | Division 1            | 5           | 2           | 2                     | 1                     | C1                             | 1                              | 0                              | -        | -        | 8     | 3     |
| Sous-total            | Sous-total                | Sous-total            | 85          | 11          | 12                    | 3                     | -                              | 6                              | 1                              | 19       | 1        | 122   | 16    |
| 1998-1999             | West Ham United           | Premier League        | 13          | 0           | -                     | -                     | -                              | -                              | -                              | 2        | 0        | 15    | 0     |
| 1999-2000             | West Ham United           | Premier League        | 25          | 1           | 4                     | 0                     | C3+CI                          | 3+3                            | 1+0                            | 7        | 3        | 42    | 5     |
| Sous-total            | Sous-total                | Sous-total            | 38          | 1           | 4                     | 0                     | -                              | 6                              | 1                              | 9        | 3        | 57    | 5     |
| 2000-2001             | Olympique lyonnais        | Division 1            | 25          | 1           | 6                     | 0                     | C1                             | 10                             | 1                              | 9        | 0        | 50    | 2     |
| 2001-2002             | Olympique lyonnais        | Division 1            | 18          | 2           | -                     | -                     | C1+C3                          | 5+3                            | 0                              | 15       | 4        | 41    | 6     |
| Sous-total            | Sous-total                | Sous-total            | 43          | 3           | 6                     | 0                     | -                              | 18                             | 1                              | 24       | 4        | 91    | 8     |
| 2002-2003             | Manchester City FC (prêt) | Premier League        | 35          | 9           | 3                     | 0                     | -                              | -                              | -                              | 4        | 0        | 42    | 9     |
| Sous-total            | Sous-total                | Sous-total            | 35          | 9           | 3                     | 0                     | -                              | -                              | -                              | 4        | 0        | 42    | 9     |
| Total sur la carrière | Total sur la carrière     | Total sur la carrière | 201         | 24          | 25                    | 3                     | -                              | 30                             | 3                              | 62       | 8        | 318   | 38    |

## Palmarès

### En club
- Champion de France en 1998 avec le RC Lens et en 2002 avec l'Olympique lyonnais
- Vainqueur de la Coupe du Cameroun en 1993 avec le Canon Yaoundé
- Vainqueur de la Coupe de la Ligue en 2001 avec l'Olympique lyonnais
- Vainqueur de la Coupe intertoto en 1999 avec West Ham United
- Vice-Champion de France en 2001 avec l'Olympique lyonnais
- Finaliste de la Coupe de France en 1998 avec le RC Lens

### EnÉquipe du Cameroun
- 62 sélections et 8 buts entre 1994 et 2003[23]
- Vainqueur de la Coupe d'Afrique des Nations en 2000 et en 2002
- Finaliste de la Coupe des confédérations 2003 (France 1-0 Cameroun) à titre posthume
- Participation à la Coupe du monde en 1994 (premier tour) et en 2002 (premier tour)
- Participation à la Coupe d'Afrique des Nations en 1996 (premier tour), en 1998 (1/4 de finaliste), en 2000 (Vainqueur) et en 2002 (Vainqueur)